# David Johnson (football américain)
Pour les articles homonymes, voir Johnson et David Johnson.
(en) Statistiques sur pro-football-reference
David Johnson, né le 16 décembre 1991 à Memphis, est un joueur américain de football américain. Depuis 2020, ce running back évolue chez les Texans de Houston dans la National Football League (NFL).

## Biographie

### Carrière universitaire
Étudiant à l'Université du Nord de l'Iowa, il a joué pour les Panthers de Northern Iowa de 2011 à 2014.

### Carrière professionnelle
Il est sélectionné par les Cardinals de l'Arizona lors du troisième tour de la draft 2015 de la NFL, au 86e rang.
Lors de sa première saison, il est le quatrième running back derrière Andre Ellington (en), Chris Johnson et Stepfan Taylor (en). À la suite de bonnes performances et de blessures, il passe finalement titulaire en fin de saison. Comparé à Franco Harris, il fait partie des candidats potentiels au trophée de début offensif de l'année.
Le 16 mars 2020, il est échangé aux Texans de Houston, avec deux sélections de draft (deuxième tour pour 2020 et quatrième tour pour 2021, contre DeAndre Hopkins et une sélection de quatrième tour.

## Statistiques
| Année  | Équipe                 | MJ     |     | Courses | Courses | Courses | Courses |       | Passes réceptionnées | Passes réceptionnées | Passes réceptionnées | Passes réceptionnées |  | Fumbles | Fumbles |
| Année  | Équipe                 | MJ     | Nb. | Yards   | Moy.    | TD      | Nb.     | Yards | Moy.                 | TD                   | Nb.                  | Perdus               |  |         |         |
| 2015   | Cardinals de l'Arizona | 16     | 125 | 581     | 4,6     | 8       | 36      | 457   | 12,7                 | 4                    | 4                    | 1                    |  |         |         |
| 2016   | Cardinals de l'Arizona | 16     | 293 | 1 239   | 4,2     | 16      | 80      | 879   | 11,0                 | 4                    | 5                    | 3                    |  |         |         |
| 2017   | Cardinals de l'Arizona | 1      | 11  | 23      | 2,1     | 0       | 6       | 67    | 11,2                 | 0                    | 2                    | 1                    |  |         |         |
| 2018   | Cardinals de l'Arizona | 16     | 258 | 940     | 3,6     | 7       | 50      | 446   | 8,9                  | 3                    | 3                    | 2                    |  |         |         |
| 2019   | Cardinals de l'Arizona | 13     | 94  | 345     | 3,7     | 2       | 36      | 370   | 10,3                 | 4                    | 1                    | 1                    |  |         |         |
| Totaux | Totaux                 | Totaux | 781 | 3 128   | 4       | 33      | 208     | 2 219 | 10,7                 | 15                   | 15                   | 8                    |  |         |         |